# 免疫組織化学
免疫組織化学（immunohistochemistry）は、抗原抗体反応を利用して組織・細胞内の抗原物質の所在を明確にする手法。

## 概要
蛍光色素を利用した蛍光抗体法（immunofluorescence method）と酵素を利用した酵素抗体法（immunoenzyme method）、金属を利用した金属標識抗体法（immunocolloid method）など各種の手法を利用して抗原抗体反応により、抗体の結合部位を検出する。

### 蛍光抗体法
1950年代にアルバート・クーンズ達によって発表された蛍光色素を利用して抗体の結合部位を検出する手法で分解能と信号雑音比が優れ、多重染色した場合でも識別性に優れる。共焦点レーザー顕微鏡や超解像顕微鏡を使用することにより、従来の光学顕微鏡での検出限界以下の解像度に到達できる。

### 酵素抗体法
1966 年に中根一穂とPierceによって開発された酵素を利用して抗体の結合部位を酵素反応によって発色することにより抗原物質の所在を検出する手法で光学顕微鏡でも電子顕微鏡でも観察が可能。
直接抗体に酵素を結合させる手法やその他の方法がある。
- ABC 法 (avidin-biotinylated peroxidase complex method)
- PAP法 (peroxidase-antiperoxidase method)
- LSAB 法 (labeled streptavidin biotinylated antibody method)
- 触媒信号増幅法 (catalyzed signal amplification method CSA)
- 免疫高分子法 (universal immunoenzyme polymer method)